# Willem van Aelst
Willem van Aelst (16. května 1627, Delft – 1683 nebo později, Amsterdam) byl nizozemský malíř, který se specializoval na zobrazení nejrůznějších zátiší.

## Životopis
Van Aelst pocházel z právnické rodiny. Naučil se kreslit od svého strýce, malíře zátiší Everta van Aelsta. Dne 9. listopadu 1643 byl přijat do delftského malířského cechu sv. Lukáše.
Mezi lety 1645 a 1649 žil Van Aelst ve Francii. V roce 1649 odcestoval do italské Florencie, kde pracoval jako malíř na dvoře toskánského vévody Ferdinanda II. de Medici. Byl zde znám jako „Guillielmo d'Olanda“. Na vévodském dvoře v té době pracovali i dva další holandští malíři: Matthias Withoos a Otto Marseus van Schrieck. Van Schrieck se specializoval na zátiší s hmyzem, jeho malířský styl Van Aelsta ovlivnil. Vévoda Ferdinand II. de Medici veřejně odměnil Van Aelsta zlatým řetězem a vyznamenal ho medailí na důkaz uznání jeho talentu. Ve Florencii van Aelst dále rozvinul svůj styl.
Existuje domněnka, že Van Aelst navštívil Řím, kde se stal členem skupiny Bentvueghels, sdružení hlavně holandských a vlámských umělců působících v Římě. Tato domněnka je založená na podpise Van Aelstových prací z let 1657/58. Van Aelst za svůj podpis přidal slovo alias a kreslenou postavičku. Někteří tuto postavičku interpretují jako odkaz na jméno Bent – což je přezdívka, kterou přijal jako člen skupiny Bentvueghels – De Vogelverschrikker (holandský „strašák“) – ovšem neexistují žádné dokumenty, které by tuto domněnku potvrdily.
V roce 1656 se vrátil do Nizozemska, aby se roku 1657 trvale usadil v Amsterdamu. Stal se jedním z nejvýznamnějších a nejvlivnějších malířů své generace, což mu umožnilo žít na Prinsengrachtu. Van Aelst zásadním způsobem ovlivnil směřování celého uměleckého odvětví malby zátiší. Zemřel v Amsterdamu v roce 1683 nebo krátce poté, neboť jeho poslední práce je datována tímto rokem. Jeho žáky byli Rachel Ruyschová, Isaac Denies, Maria van Oosterwijck a Ernst Stuven.

## Dílo
Van Aelst má obrazy ve veřejných sbírkách včetně třinácti obrazů ve Velké Británii. K nejznámějším dílům patří:
- Květinové zátiší, 1663, Mauritshuis, Den Haag
- Lovecká trofej, 1668, Kunsthalle, Karlsruhe
- Zátiší se zvěřinou, 1671, Mauritshuis, Den Haag
- Zátiší s ovocem a nádobím, 1653, olej na plátně, 77 cm × 102 cm, Galleria Palatina, Palazzo Pitti, Florencie. Dílo vzniklo v Itálii. Do roku 1675 byl obraz spolu s jeho pendantem – dalším nádherným zátiším s ovocem – ve vlastnictví kardinála Leopolda de Medici (1617–1675). Celý výjev dokazuje Aelstovu zručnost a jeho smysl pro dekorativnost. Harmonické uspořádání, drahocennost a rozmanitost prezentovaných předmětů Van Aelst umocňuje rafinovaným koloritem.[2]

## Galerie

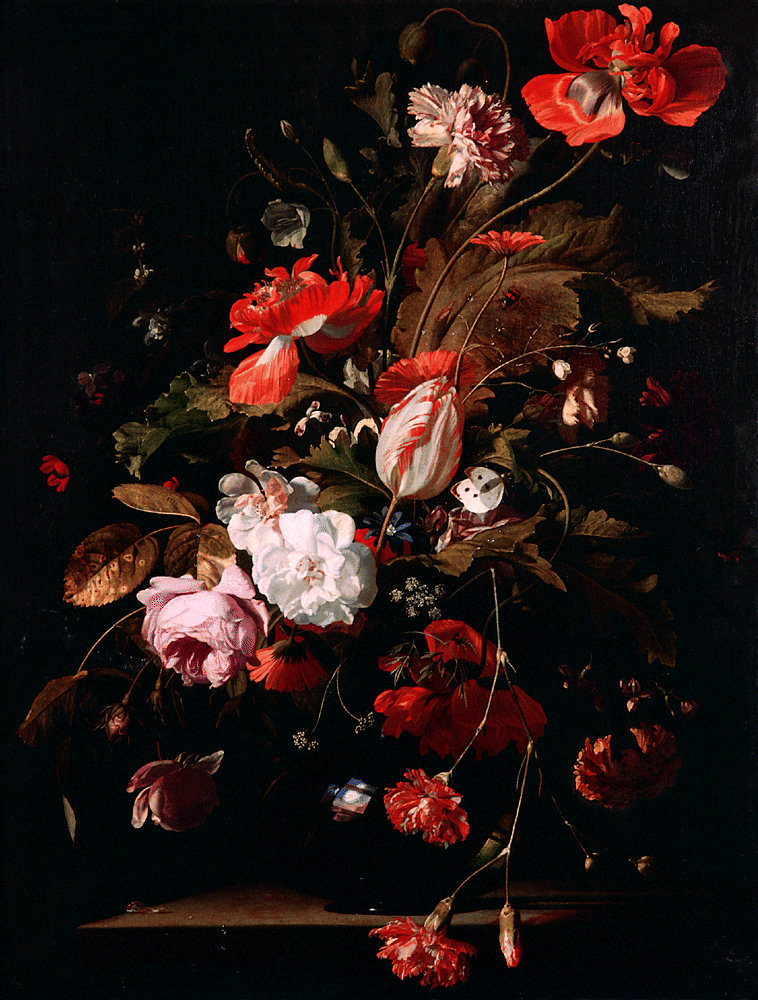
Kytice květin
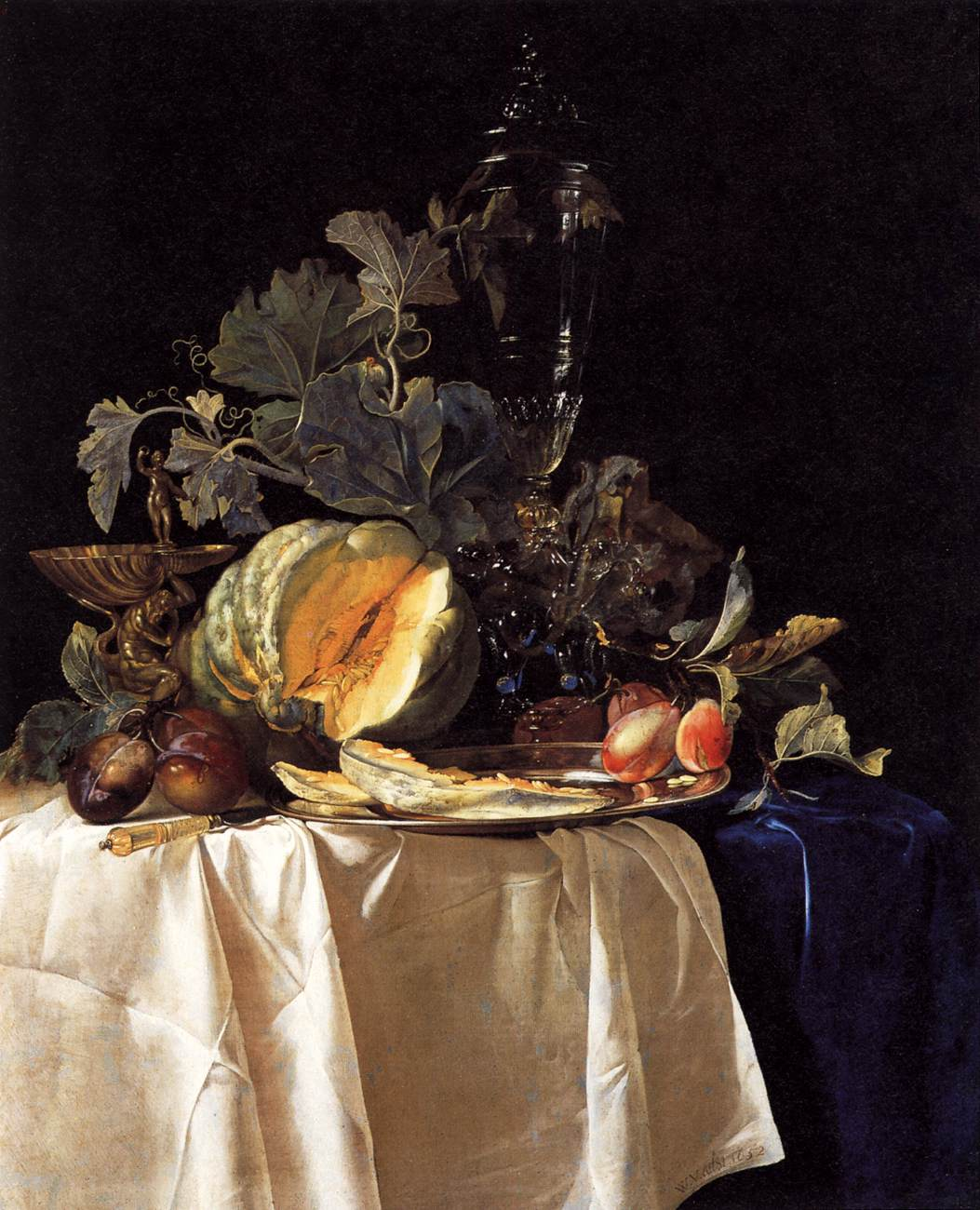
Zátiší s ovocem a křišťálovou vázou
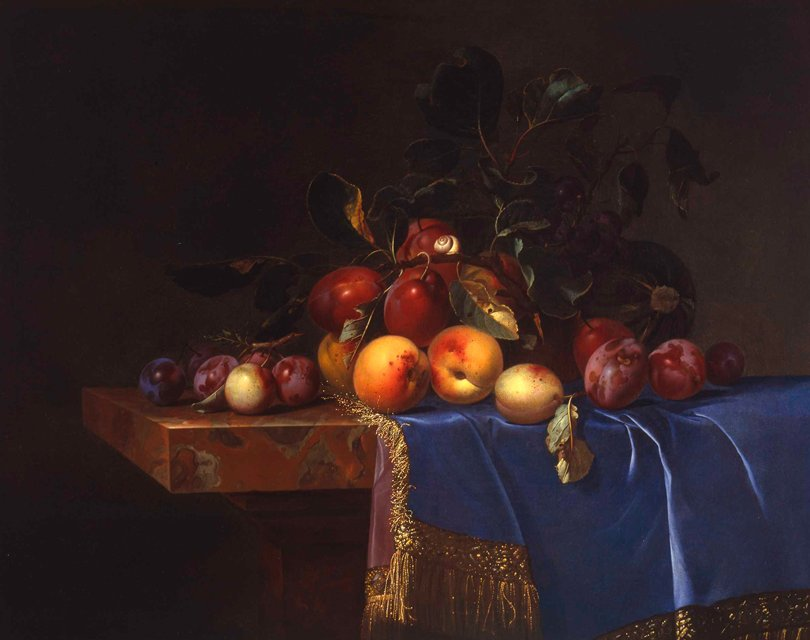
Ovocné zátiší s hlemýžděm
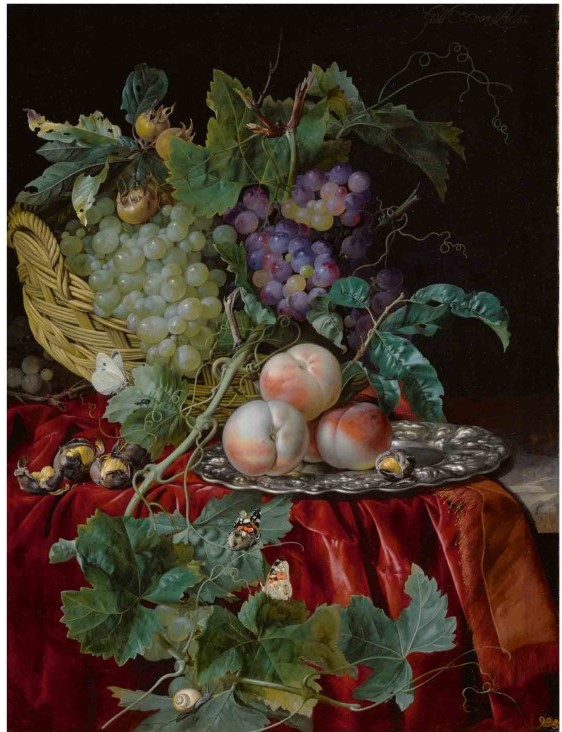
Zátiší s hrozny v košíku, broskvemi na stříbrné misce, mišpulemi, dvěma motýli, mouchou a hlemýžďěm, to vše na červeném sametovém plátně částečně přehozeném přes římsu
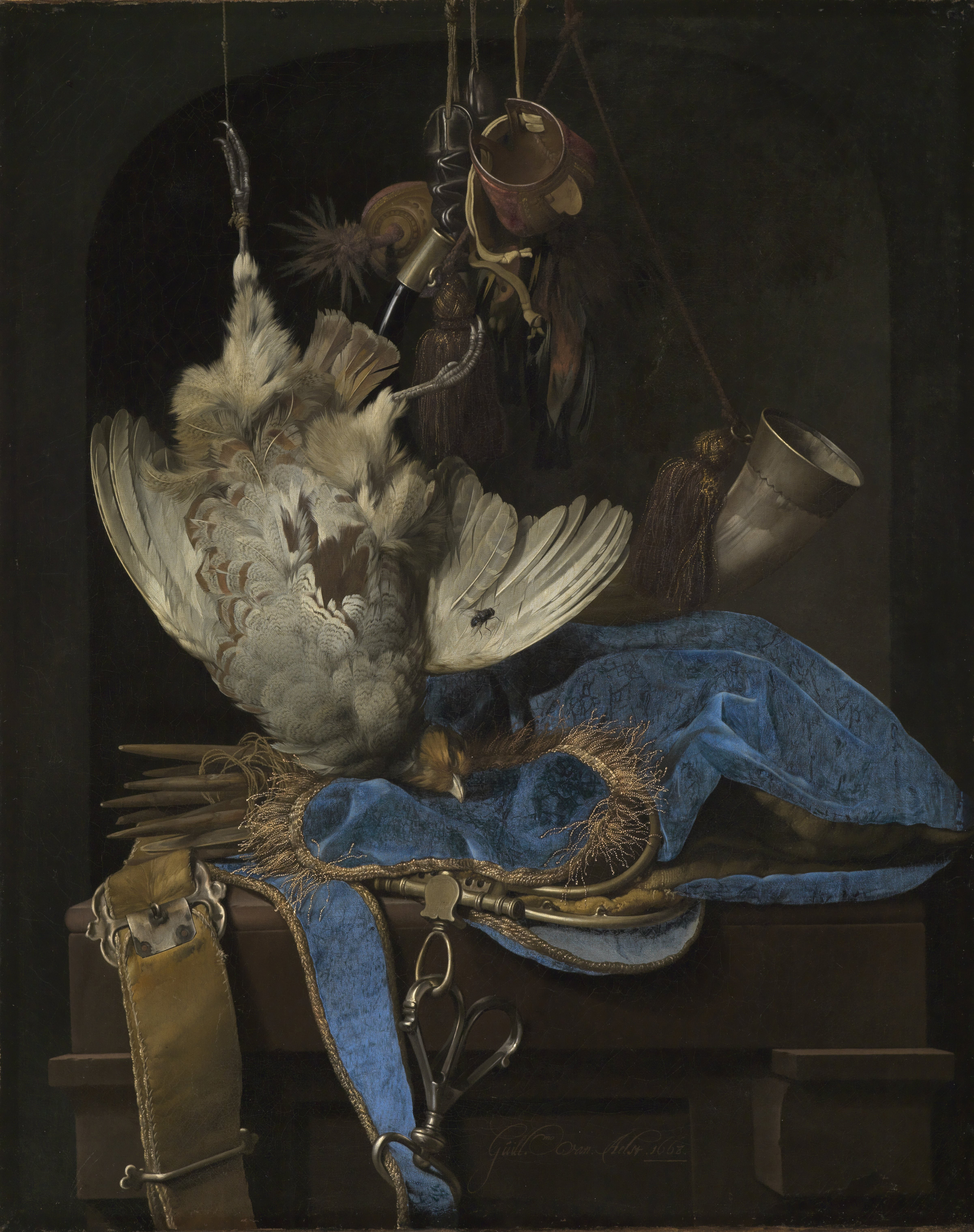
Zátiší s loveckým vybavením a mrtvými ptáky
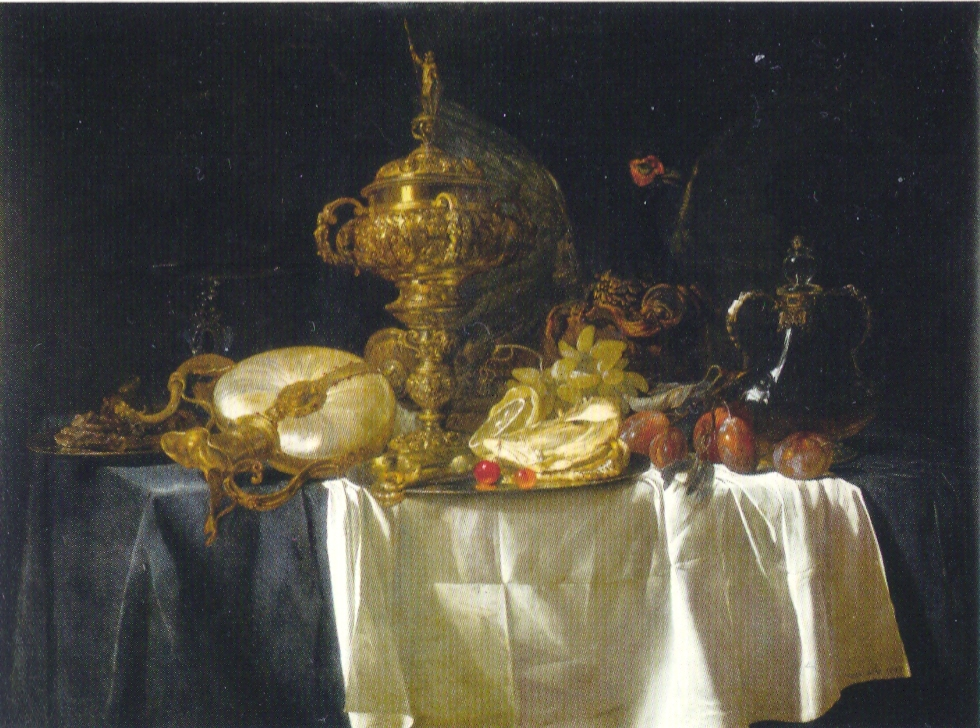
Zátiší s ovocem a nádobím